# Jurisdição universal
Jurisdição universal é um princípio legal que permite aos estados ou organizações internacionais reivindicar jurisdição criminal sobre uma pessoa acusada, independentemente de onde o suposto crime foi cometido e independentemente da nacionalidade do acusado, país de residência ou qualquer outra relação com a entidade promotora. Os crimes processados sob jurisdição universal são considerados crimes contra todos, graves demais para tolerar arbitragem jurisdicional. O conceito de jurisdição universal está, portanto, intimamente ligado à ideia de que algumas normas internacionais são erga omnes ou devidas a toda a comunidade mundial, bem como ao conceito de jus cogens, ou seja,  que certas obrigações do direito internacional são obrigatórias para todos os estados.
Segundo a Anistia Internacional, defensora da jurisdição universal, certos crimes representam uma ameaça tão séria para a comunidade internacional como um todo que os estados têm o dever lógico e moral de processar o indivíduo responsável. Portanto, nenhum lugar deve ser um porto seguro para aqueles que cometeram genocídio, crimes contra a humanidade, execuções extrajudiciais, crimes de guerra, tortura ou desaparecimentos forçados.
A Resolução 1674 do Conselho de Segurança das Nações Unidas, adotada em 28 de abril de 2006, "Reafirma as disposições dos parágrafos 138 e 139 do Documento Final da Cúpula Mundial de 2005 sobre a responsabilidade de proteger as populações de genocídio, crimes de guerra, limpeza étnica e crimes contra a humanidade" e compromete o Conselho de Segurança a agir para proteger civis em conflitos armados.

## Críticas
Uma das principais dificuldades logísticas que um tribunal pode enfrentar na aplicação da jurisdição universal é a acessibilidade às testemunhas. Os estados não têm autoridade legal para convocar testemunhas residentes no exterior para que compareçam perante seus tribunais nacionais; assim, nem sempre é possível o acesso a testemunhos ou provas necessárias a implicar um estrangeiro nos crimes contra a humanidade.

## Distinção entre jurisdição universal e jurisdição extraterritorial
A jurisdição universal difere da jurisdição extraterritorial, que é a competência legal de um estado para exercer sua autoridade além das fronteiras do seu território e segundo suas próprias leis. Como exemplo, os Estados Unidos afirmam ter jurisdição sobre embarcações apátridas que transportem drogas ilícitas em águas internacionais. Nesse caso, os EUA ultrapassam as fronteiras nacionais para fazer cumprir sua própria lei, em lugar de invocar a jurisdição universal e os padrões transnacionais de certo e errado.